# Yalta rallye 2011
Yalta rallye 2011 byla čtvrtou soutěží šampionátu Intercontinental Rally Challenge 2011, která byla pořádána ve dnech 2. až 4. června. Vítězem se stal Juho Hänninen s voze Škoda Fabia S2000.

## Průběh soutěže
První zkoušku vyhrál Thierry Neuville s vozem Peugeot 207 S2000, který byl druhý na druhém testu a po první etapě vedl. Na druhém místě se držel další jezdec Peugeotu Guy Wilks a třetí Patrik Sandell s další Škodovkou. Jan Kopecký byl na sedmé pozici. Hänninen dojel dvakrát třetí, ale dostal penalizaci deset sekund za předčasný start.
V druhé etapě získal Neuville další dvě vítězství. V pátém testu ale po chybě vyjel mimo trať a v šestém měl defekt, což jej odsunulo na šesté místo. Na čelo soutěže se posunul Bryan Bouffier, který měl prolémy se spojkou. Hänninen zvítězil na dalších dvou úsecích a posunul se před Bouffiera. Na třetí pozici byl Kopecký, který jednou vyjel mimo trať a unikal mu olej z posilovače. Defekty postihly Andrease Mikkelsena, Wilkse a Sandella. Problémy měl i tým Proton Motorsport, když Per-Gunnar Andersson musel odstoupit.
Hänninen udržoval před Bouffierem náskok, který v cíli činil 11 sekund. Serii nejrychlejších zajížděli Mikkelsen a Kopecký, kteří bojovali o třetí pozici. Mikkelsen snahu přehnal a naboural do stromu. Na dalších pozicích skončili Wilks, Neuville a Toni Gardemeister.

## Výsledky
1. Juho Hänninen, Mikko Markkula - Škoda Fabia S2000
2. Bryan Bouffier, Xavier Panseri - Peugeot 207 S2000
3. Jan Kopecký, Petr Starý - Škoda Fabia S2000
4. Andreas Mikkelsen, Ola Floene - Škoda Fabia S2000
5. Guy Wilks, Phil Pugh - Peugeot 207 S2000
6. Thierry Neuville, Nicolas Gilsoul - Peugeot 207 S2000
7. Toni Gardemeister, Tapio Suominen - Škoda Fabia S2000
8. Karl Kruuda, Martin Järveoja - Škoda Fabia S2000
9. Patrik Sandell, Staffan Parmander - Škoda Fabia S2000
10. Jean Michel Raoux, Laurent Magat - Renault Clio R3